# Dama de Guardamar
La Dama de Guardamar, també coneguda com a Dama de Cabeço Lucero, fou trobada al jaciment arqueològic de Cabeço Lucero, al terme municipal de Guardamar del Segura, el dia 22 de setembre de 1987.
Relativament prop de la superfície aparegué un gran tros de forma rodona de pedra: era el primer fragment d'un bust de dama ibèrica, molt semblant a la Dama d'Elx. L'excavació va proporcionar molts elements més, entre aquests un gran fragment que comprenia el pentinat, la cara i el coll. L'escultura, feta malbé, havia estat martellejada i, fins i tot, en algunes zones hauria patit l'acció del foc. Transportada al laboratori del Museu Arqueològic Provincial d'Alacant, el restaurador Vicent Bernabeu començà amb la neteja i identificació de les restes trobades: així va aparèixer una peça de la barbeta, una altra dels llavis...; havien estat exposats a l'erosió el llavi inferior dret, fragments del pit i dels collars, entre altres fragments de pedra, que pertanyien a la dama. El problema era que no encaixaven entre si, ni tenien cap superfície llaurada. La tasca de restauració fou delicada i minuciosa; es prolongà des d'octubre de 1987 fins al juny de 1988. La perícia del restaurador Vicent Bernabeu i la seua capacitat artística van fer reviure una peça que era molt difícil de reconstruir i que, ara, mostra la bellesa que oferia fa dos mil cinc-cents anys.
És una escultura fragmentada, de pedra calcària de color grisenc. L'altura màxima és de 50 cm, dels quals 25 cm corresponen al cap. La dama vesteix una túnica amb escot rodó, sense cap fermall. Al front té una diadema que mostra unes ones en la part inferior, coberta per una banda de teixit que enllaça els dos rodets laterals, objectes cilíndrics buits, originàriament de metall, decorats a l'exterior per un umbó central i uns radis tallats a bisell, de 16 cm de diàmetre. Per damunt de la banda i els rodets es troba el mantell, ajustat sobre una còfia, alta al clatell, en què es troben detalladament llaurades les arrugues. Els ulls estan només indicats, ja que la cara va ser vandalitzada amb un martell. S'ha pogut reconstruir el nas, boca i barbeta, que es trobaven fets trossos. Sobre el pit i a una alçada de 19 cm es desenvolupen dos ordres diferents de collars. La part inferior està composta per set bullae o penjolls, tots iguals menys el central, que té una perforació fent un canal, penjats d'un gruix cordó. A sota trobem un altre collar amb joies més grans que les anteriors, i n'hi ha dues en forma de triangle corb. D'aquests últims, el central va decorat amb una perforació en forma de canal. Es pot deduir que les bullae o penjolls eren de metall, segurament preciós.
Estèticament la dama de Guardamar és una mica més arcaica que les de Baza, o Elx, amb uns trets més ibèrics, en contraposició a la d'Elx, amb un caràcter més grec. Quant a cronologia, el jaciment data del 300 aC, i la seva màxima esplendor seria datada entre els anys 430 i el 350 aC a gros termini.